# Tignale
Tignale es una localidad y comune italiana de la provincia de Brescia, región de Lombardía, con 1.321 habitantes.
Está formado por una serie de aldeas, algunas montañosas, ubicadas a 1600 m de altitud, y otras a orillas del lago. La capital comunal está en Gardola. Los lugares de interés incluyen el santuario de Montecastello, emplazado en un acantilado que domina el lago de Garda, así como restos de fortificaciones de la Primera Guerra Mundial.

## Evolución demográfica
| Gráfica de evolución demográfica de Tignale entre 1861 y 2001 |
|                                                               |
| Fuente ISTAT - elaboración gráfica de Wikipedia               |